# Волочаєвка-1
Волочаєвка-1 (рос. Волочаевка-1) — село у Смідовицькому районі Єврейської автономної області Російської Федерації.
Орган місцевого самоврядування — Волочаєвське сільське поселення. Населення становить 1148 осіб (2010).

## Історія
Згідно із законом від 26 листопада 2003 року органом місцевого самоврядування є Волочаєвське сільське поселення.

## Населення
| 2002 | 2010  |
| ---- | ----- |
| 1167 | ↘1148 |